# Edward Russell Ayrton
Pour les articles homonymes, voir Russel et Ayrton.
Edward Russell Ayrton (né le 17 décembre 1882 à Wuhu, Chine et mort accidentellement le 18 mai 1914 à Ceylan) est un égyptologue et archéologue britannique.

## Biographie
Fils de William Scrope Ayrton, consul britannique en Chine, et de Ellen Louisa McClatchie, il naît à Wuhu, le 17 décembre 1882, par coïncidence, la même année que la création de la Société d'exploration de l'Égypte (Egypt Exploration Society, EES).
Il commence sa carrière d'égyptologue à vingt ans, en tant qu'assistant de Petrie qu'il rejoint à la Société d'exploration de l'Égypte à Abydos de 1902 à 1904.
Travaillant pour Davis dans la vallée des Rois de 1905 à 1908, il est le premier à découvrir les tombes :
- KV47 (Siptah), en 1905 ;
- KV55 (période Amarnienne), en 1907 ;
- KV56 (d'un enfant royal), en 1908 ;
- KV57 (Horemheb), en 1908.

Il a également participé aux fouilles des tombes KV2, KV10, KV46, KV47, KV48, KV49, KV50, KV51, KV52, KV53, KV54, KV56, KV57, KV59, et KV60.

## Publications
- "Discovery of the tomb of Si-ptah in the Bibân el Molûk, Thebes", PSBA, 28, 1906.
- Recent Discoveries in the Bibân el Molûk at Thebes, no 30, p. 116–117, Society of Biblical Archaeology, London, 1908.
- Avec W.L.S. Loat, Pre-dynastic cemetery at El Mahasna, no 31, The Egypt exploration Fund memoirs, The office of the Egypt exploration fund, London, 1911.
- Pre-dynastic cemetery at El Mahasna, 1911, London.
- « The Date of Buddhadasa of Ceylon from a Chinese Source », Journal of the Royal Asiatic Society of Great Britain and Ireland, 1911.
- « The Excavation of the Tomb of Queen Tîyi », The Tomb of Queen Tîyi, éd. Nicholas Reeves, San Francisco, KMT Communications, 1990.